# Свещенически съюз
Свещеническият съюз (до 1949 година – Съюз на свещеническите братства в България) е професионален съюз на свещениците от Българската православна църква, съществувал от 1903 до 1955 година. Съюзът издава вестник „Народен пастир“ (до 1944 година – „Пастирско дело“) и списание „Православен пастир“.
След Деветосептемврийския преврат през 1944 година Националният комитет на Отечествения фронт заменя легитимното ръководство на съюза със свой състав и започва да използва организацията, която по това време има около 2900 члена, като средство за натиск върху Българската православна църква. През пролетта на 1945 година организацията е оглавена от дългогодишния член на Българската комунистическа партия (БКП) свещеник Георги Богданов. През следващите месеци се засилва недоволството от прокомунистическото ръководство, открито изразявано от Контролната комисия на организацията, но през лятото на 1946 година нейният състав е подменен с лоялни членове. Малко по-късно Съюзът открито агитира за правителствените кандидати по време на изборите през 1946 година.
Съюзът се обявява за разширяване на „демократизма“ и „изборното начало“ в Църквата, като се ограничат правата на епископите в нейното управление за сметка на свещениците. С тази цел Свещеническият съюз се опитва да наложи промени в устава на Българската православна църква, пренебрегвайки неодобрението на Светия синод и лобирайки пред ръководството на Отечествения фронт и БКП. Конфронтацията със Светия синод продължава до март 1947 година, когато е постигнат компромис между двете страни, а Георги Богданов временно е отстранен от председателския пост.
С окончателното налагане на тоталитарния режим през 1947 – 1948 година Свещеническият съюз е превърнат в казионна организация, подчинена на Дирекцията на вероизповеданията, а повечето му членове са принудени да се включат в местните организации на Отечествения фронт и да участват активно в пропагандните кампании на правителството.
В началото на 50-те години отношенията между Свещеническия съюз и Светия синод отново се влошават, но по това време правителството е установило контрол над ръководството на Църквата и застава на негова страна. В края на февруари 1952 година, ХХХII конгрес на Свещеническия съюз отстранява Георги Богданов от ръководството на организацията. Скоро след това, той е изключен от БКП. През 1952 година БКП забранява членството на свещеници. На 8 юли 1955 година с решение на Светия синод Свещеническият съюз е закрит.